# Vékonycsőrű víztaposó

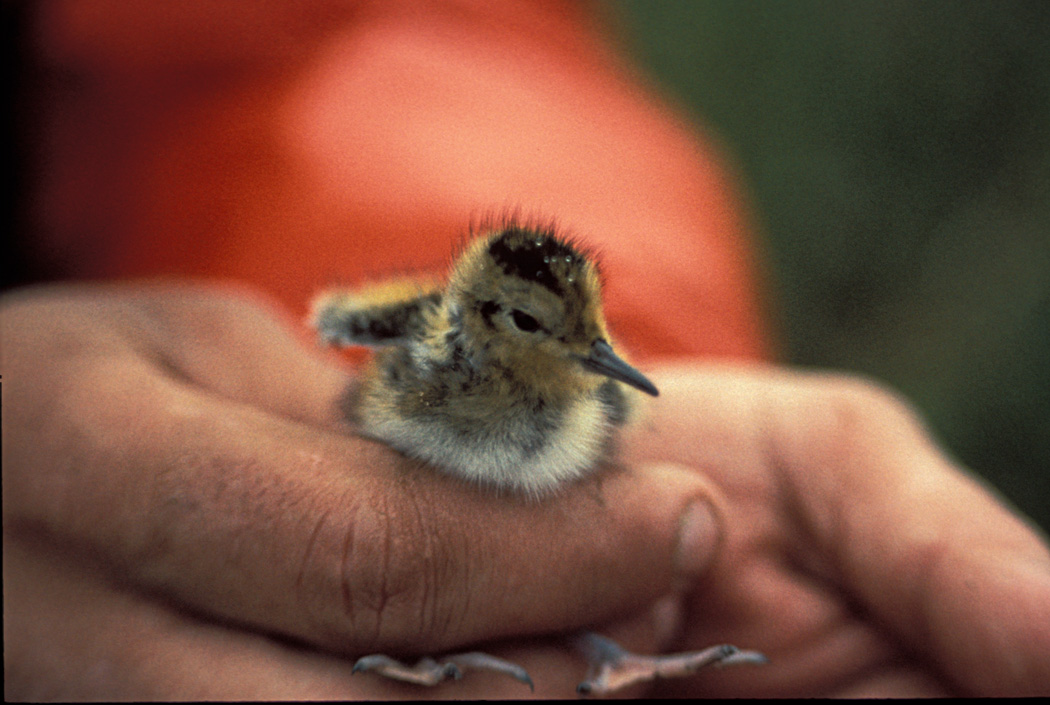
Fiókája

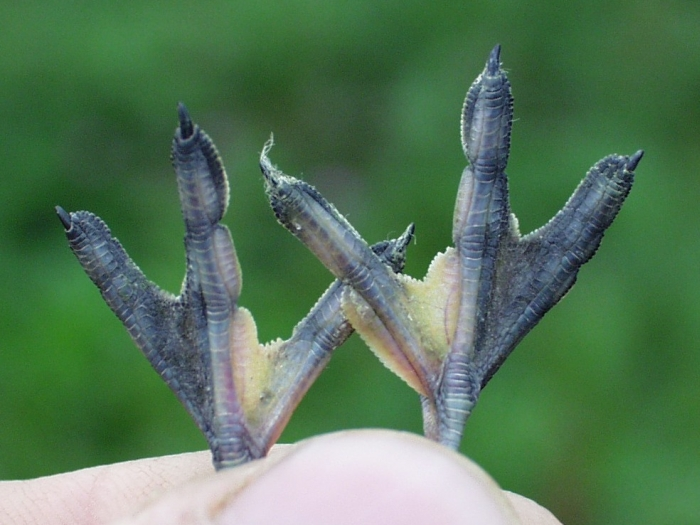
Úszóhártyás lába

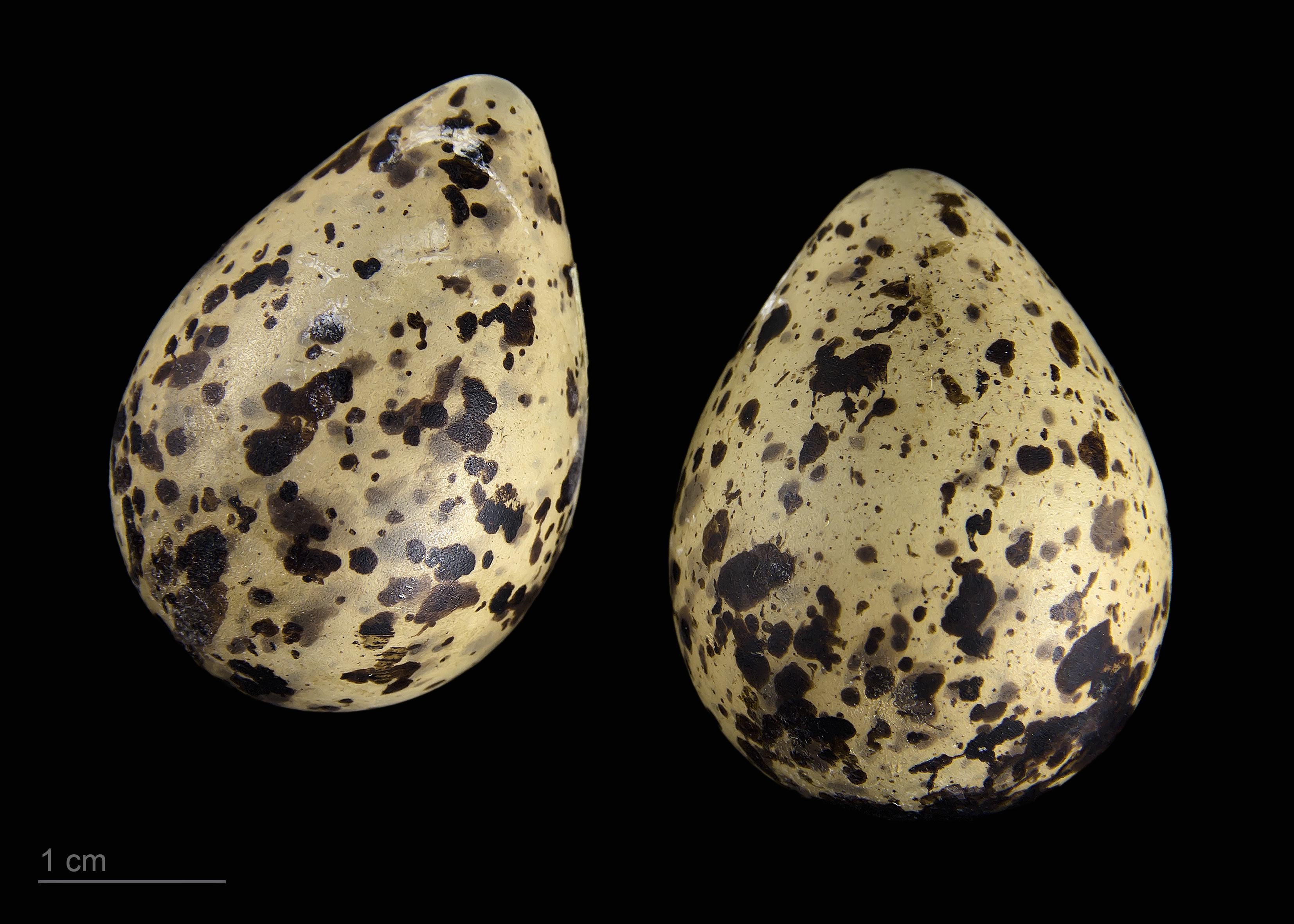
Phalaropus lobatus

A vékonycsőrű víztaposó (Phalaropus lobatus) a madarak osztályának lilealakúak (Charadriiformes) rendjébe, ezen belül a szalonkafélék (Scolopacidae) családjába tartozó faj.

## Előfordulása
Cirkumpoláris elterjedésű faj, fészkelőterülete Alaszkától Kanada északi részein, Grönlandon, Izlandon át, majd Észak-Skandináviától Kamcsatkáig az eurázsiai kontinens északi peremén húzódik. Jellemző élőhelyei a tundra sekély vízborítású részei, kisebb tavacskák mocsaras szegélyei, lávafennsíkok tavai esetleg folyók szigetei. Európai állománya stabil, 180.000 - 1.170.000 pár.

## Megjelenése
Nászruhában fejteteje, pofája, tarkója, mellének oldala és dolmánya ólomszürke. Mivel a fiókákat egyedül a hím gondozza, az ivarok közül a tojó a színesebb, ami a madárvilágban meglehetősen ritka. Nyakoldalán változó kiterjedésű vöröses színű folt van, amely a tojón élénkebb színű, a hímnél fakóbb, határozatlan szegélyű és okkeres árnyalatú. Torka és a szeme feletti petty fehér. Hátoldalán okkerszínű, V alakú mintázat látható. Téli, nyugalmi tollazatban (nálunk igen ritkán látható) színe fakó szürke, szemsávja és tarkója sötétszürke, a hátán jól látható fehér V alakú mintázattal. A frissen kirepült fiatalok (Magyarországon ezek láthatók leggyakrabban) a hát és a szárny fedőtollainak széles sárgás szegése van; a vöröses szín hiányzik nyakmintázatukból. Átlagos testhossza 18–19 centiméter, szárnyfesztávolsága 32–41 centiméteres, testtömege pedig 27–48 gramm. Csőre fekete, tűszerűen hegyes, oldalról nem lapított, mint a laposcsőrű víztaposóé. Ez utóbbié vaskosabb, nászruhában sárga, téli ruhában és a fiataloknál a csőr tövén sárga szín látható.
Mivel sokat úszkál, lábujjain karéjos úszóhártya van.

## Életmódja
Rovarlárvákkal, férgekkel, puhatestűekkel planktonrákokkal, rovarokkal és kevés növényi anyaggal táplálkozik. Nevét a partimadarak között szokatlan táplálékkereső viselkedéséről kapta. Szinte kizárólag úszva táplálkozik, a víz felszínéről csipegeti fel az eleséget.
Mivel ember által nem, vagy csak ritkán lakott területeken költ a vonulás során felbukkanó példányok bizalmasan viselkednek, az ember iránt félelmet nem mutatnak, gyakran 2–3 m távolságból megfigyelhetőek.

## Szaporodása
A talajra, növényi anyagok takarásában készíti fészkét. A költési időszak június közepétől kezdődik. A 4 tojásos fészekaljat a hím költi ki 17-18 nap alatt, a tojó nem vesz részt a fiókák gondozásában. Előfordul, hogy a tojó két hímmel is párba áll és mindkettő fészkébe tojást rak. A kikelt fiókák fészekhagyók, 18-20 nap után már repülnek.

## Vonulása és kárpát-medencei előfordulása
Telelőterületei Afrika nyugati partvidéke mentén, az Arab-félsziget környéki vizeken, Mikronéziában, a perui és argentin partvidékek mentén találhatóak. A tojó hamar elhagyja a fészkelőterületet. Őszi vonulása a fiókák kirepülése után, július végén indul és augusztus közepe - szeptember eleje között a legintenzívebb. Ilyenkor főként a világos színezetű fiatal példányok mutatkoznak egyesével, vagy néhányad magukkal, amikor vélhetően egy-két fészekaljból származó fiókák vonulnak együtt, legkésőbb október közepéig. Tavasszal ritkább, májusban, június elején figyelhető meg, ekkor kiszínezett madarak, rendszerint tojók bukkannak fel.

## Védettsége
Magyarországon védett, természetvédelmi értéke 25 000 forint.